# Portela do Sul
Sociedade Recreativa Cultural e Beneficente Portela do Sul é uma escola de samba da cidade de Novo Hamburgo, Rio Grande do Sul. Foi declarada de utilidade pública pela lei Nº 047/14L/2006.

## Segmentos

### Presidentes
| Nome                  | Mandato | Ref.  |
| --------------------- | ------- | ----- |
| Daniel Barbosa (Dudi) | ? - ?   | [ 5 ] |

### Casal de Mestre-sala e Porta-bandeira
| Ano  | Nome                          | Ref.  |
| ---- | ----------------------------- | ----- |
| 2013 | Andrei Machado e Flávia Senna | [ 7 ] |
| 2017 |                               |       |

## Carnavalesco
| Ano  | Colocação       | Grupo | Enredo                                                                        | Carnavalesco | Intérprete | Ref.                |
| ---- | --------------- | ----- | ----------------------------------------------------------------------------- | ------------ | ---------- | ------------------- |
| 2001 | Campeã          | Único |                                                                               |              |            | [ 8 ]               |
| 2007 | 3º lugar        | Único | Brasil de todas etnias.                                                       |              |            | [ 3 ]               |
| 2008 | 5º lugar        | Único | Amor nos Canaviais – a Portela canta Santo Antônio da Patrulha                |              |            | [ 9 ] [ 10 ]        |
| 2009 | 4º lugar        | Único | Mitos, mistérios e magias da sexta-feira 13.                                  |              |            | [ 11 ]              |
| 2010 | 3º lugar        | Único | Do encontro das águas, Netuno e Iemanjá, do voo da águia os mistérios do mar. |              |            | [ 12 ] [ 13 ]       |
| 2011 | 3º lugar        | Único | Diz aí qual é. Os ditos populares na Portela dão samba no pé!                 |              |            | [ 14 ] [ 15 ]       |
| 2012 | Desclassificada | Único | Como a gente não paga nada para sonhar, por que não sonhar?                   |              |            | [ 16 ] [ 17 ]       |
| 2013 | 3º lugar        | Único | Com as bênçãos da Senhora do Rosário, a Portela canta a tradição do Maracatu! |              | Cezinha    | [ 7 ] [ 18 ] [ 19 ] |
| 2014 | Vice-campeã     | Único | A Portela exalta o Amor... Eterno Amor.                                       |              |            | [ 20 ] [ 21 ]       |
| 2015 | 3º lugar        | Único | A fantástica viagem na história do Circus                                     |              |            | [ 22 ] [ 23 ]       |
| 2016 | Campeã          | Único | Do Pão da Vida ao Pão nosso de cada dia dai a Todos Alegria                   |              |            | [ 5 ] [ 24 ] [ 25 ] |

## Títulos
- Campeã em Novo Hamburgo: 2001[8], 2016
- Campeã em Estância Velha: 2002[26]

## Prêmios
Troféu Destaque Novo Hamburgo
- 2009: Evolução, comissão de frente, melhor disciplina e melhor presidente.[27]
- 2012: Comissão de frente.[28]
- 2015: Comissão de frente, alegorias e adereços, mestre-sala e porta-bandeira e melhor ala das baianas.[29]